# Paul Martens
Pour les articles homonymes, voir Martens.
Paul Martens, né le 26 octobre 1983 à Rostock, est un coureur cycliste et directeur sportif allemand, professionnel entre 2006 et 2021.

## Biographie
En 2005, grâce à un titre de champion d'Allemagne espoir du contre-la-montre, il est intégré en tant que stagiaire à l'équipe T-Mobile. Il ne signe cependant pas son premier contrat professionnel avec l'équipe allemande, mais avec Skil-Shimano en 2006.
Il remporte ses deux premières victoires professionnelles dès sa première année. Bien que titulaire d'un unique succès durant le Ster Elektrotoer, la saison 2007 est sa meilleure avec des places d'honneur sur plusieurs courses par étapes : Ster Elektrotoer (2e), Tour de Luxembourg (4e), le Tour de Rhénanie-Palatinat (5e), ainsi que l'Eneco Tour (9e), épreuve du ProTour. Ces bons résultats lui permettent d'être engagé par la Rabobank en 2008.
En 2010, Paul Martens gagne le Grand Prix de Wallonie, sa première victoire avec Rabobank. En fin de saison il dispute avec l'équipe d'Allemagne le championnat du monde sur route en Australie. Il en prend la 25e place. En 2011, il se classe dixième de deux « classiques ardennaises », l'Amstel Gold Race et la Flèche wallonne.
En 2012, il gagne une étape du Tour de Burgos. En septembre, il fait partie de l'équipe d'Allemagne lors de la course en ligne des championnats du monde, avec pour leader John Degenkolb. Celui-ci prend la quatrième place, tandis que Martens finit 37e.
Martens est sélectionné pour la course en ligne des championnats du monde de Richmond. Les chefs de file allemands sont André Greipel et John Degenkolb.
Il devait mettre un terme à sa carrière de coureur à l'issue de la saison 2020, mais il a finalement signé une prolongation de contrat avec l'équipe jusqu'au milieu de la saison 2021. Il termine sa carrière à l'issue du Tour d'Italie 2021.
En 2022, il devient directeur sportif adjoint pour l'équipe continentale néerlandaise Metec-Solarwatt-Mantel.

## Palmarès et classements mondiaux

### Palmarès amateur
- 1999
  - 3e du championnat d’Allemagne sur route cadets
- 2001
  -  Champion d'Allemagne de l’américaine juniors (avec Florian Piper)
- 2003
  - Tour de Sebnitz
- 2004
  - 3e du championnat d’Allemagne du contre-la-montre espoirs
- 2005
  -  Champion d'Allemagne du contre-la-montre espoirs
  - Tour du Harz (de)

### Palmarès professionnel
- 2006
  - 2e étape du Tour de Luxembourg
  - Tour de Münster
  - 3e du Grote Prijs Dr. Eugeen Roggeman
- 2007
  - 2e étape du Ster Elektrotoer
  - 2e du Ster Elektrotoer
  - 9e de l'Eneco Tour
- 2009
  - 3e du Grand Prix de Plouay
- 2010
  - Grand Prix de Wallonie
- 2011
  - 10e de l'Amstel Gold Race
  - 10e de la Flèche wallonne
- 2012
  - 4e étape du Tour de Burgos

- 2013
  - 1re étape du Tour de l'Algarve

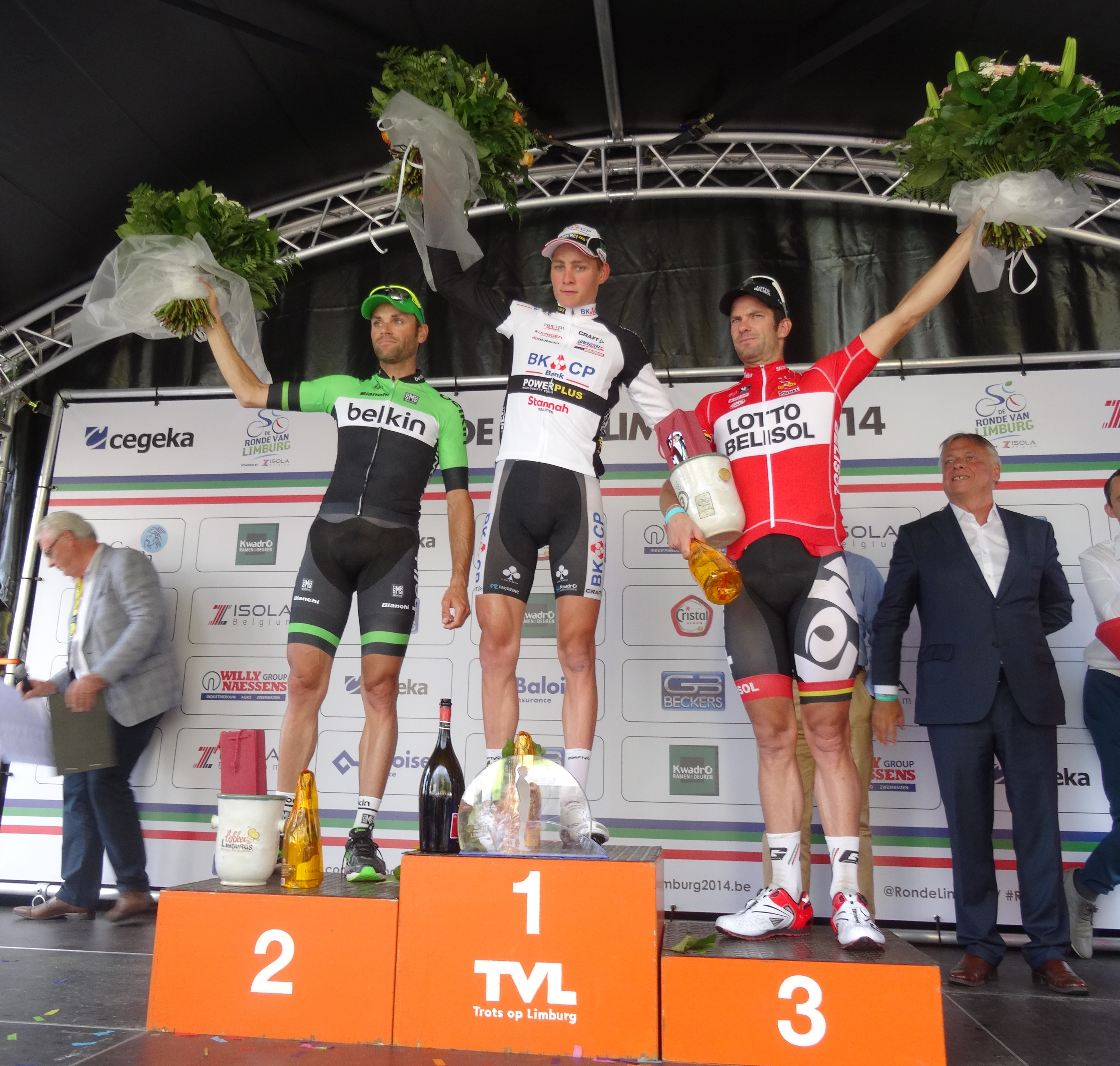
Podium de l'édition 2014 du Tour du Limbourg : Paul Martens (3e), Mathieu van der Poel (1er) et Gregory Henderson (3e).

  - Classement général du Tour de Luxembourg
  - 3e de la Volta Limburg Classic
- 2014
  - 5e étape du Tour de Belgique
  - 2e du Tour du Limbourg[6]
- 2017
  - 10e de la Cadel Evans Great Ocean Race
- 2019
  - 1re étape de l'UAE Tour (contre-la-montre par équipes)

### Résultat sur les grands tours

#### Tour de France
4 participations
- 2015 : 80e
- 2016 : 98e
- 2017 : 82e
- 2018 : 81e

#### Tour d'Italie
4 participations
- 2008 : 78e
- 2013 : 63e
- 2019 : 75e
- 2021 : 99e

#### Tour d'Espagne
4 participations
- 2009 : abandon (12e étape)
- 2011 : 119e
- 2014 : 58e
- 2020 : 109e

### Classements mondiaux
| Année                                 | 2005  | 2006 | 2007 | 2008 | 2009 | 2010 | 2011 | 2012 | 2013 | 2014 | 2015 | 2016  | 2017 | 2018  | 2019  |
| ------------------------------------- | ----- | ---- | ---- | ---- | ---- | ---- | ---- | ---- | ---- | ---- | ---- | ----- | ---- | ----- | ----- |
| Calendrier mondial                    |       |      |      |      | 87e  | 209e |      |      |      |      |      |       |      |       |       |
| UCI World Tour                        |       |      |      |      |      |      | 154e | nc   | 167e | 156e | 186e | nc    | 167e | 247e  |       |
| Classement mondial                    |       |      |      |      |      |      |      |      |      |      |      | 1059e | 381e | 909e  | 1376e |
| UCI Europe Tour                       | 1059e | 141e | 40e  |      |      |      |      |      |      |      |      | 826e  | 531e | 1003e | 943e  |
|                                       |       |      |      |      |      |      |      |      |      |      |      |       |      |       |       |
| Légende : nc = non classéSource : UCI |       |      |      |      |      |      |      |      |      |      |      |       |      |       |       |